# La Tribuna illustrata

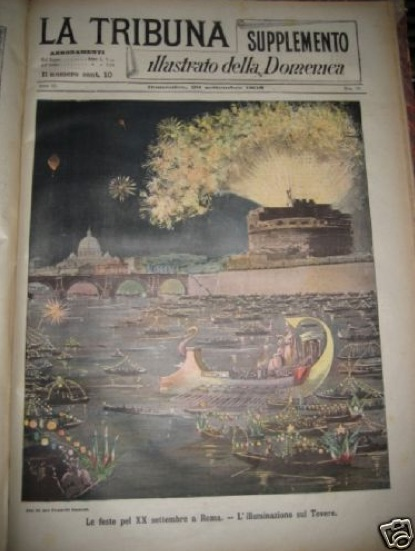
Copertina del settembre 1895

La Tribuna illustrata fu un settimanale italiano pubblicato a Roma. Insieme a La Domenica del Corriere e a L'Illustrazione Italiana fu il settimanale illustrato preferito dagli italiani nel periodo che intercorse dalla fine dell'Ottocento all'avvento della televisione.

## Storia
Fondato nel gennaio 1890 come supplemento del quotidiano La Tribuna, il primo numero uscì il 6 gennaio (Numero 1). Il formato della rivista era 27x38 cm, un formato poco più grande del tabloid. La prima e l'ultima pagina erano a colori, disegnate da pittori ed incisori affermati. Ogni numero conteneva 16 pagine.

### Denominazioni della testata
- Nasce come settimanale nel gennaio 1890;
- Nel gennaio 1893 si sdoppia: esce il supplemento settimanale "La Tribuna - Supplemento Illustrato della Domenica". La Tribuna illustrata diventa mensile. Il conto delle annate riparte da capo;
- Nel gennaio 1897 ritorna settimanale, assorbendo il supplemento. La nuova testata è La Tribuna illustrata della domenica;
- Nel gennaio 1902 riprende il titolo originario tornando ad essere La Tribuna illustrata;
- Nel 1945-1946 è pubblicata con il titolo L'Italia illustrata;
- Dal 7 aprile 1946 alla chiusura (29 giugno 1969) riprende la testata originaria.

### Prime annate
L'annata 1890
Nella prima annata furono pubblicate 824 pagine.
I principali collaboratori furono:
- Luigi Capuana;
- Adolfo De Bosis
- Alfredo Fabrizi
- «Gandolin»
- Giuseppe Giacosa
- Attilio Luzzatto
- Enrico Panzacchi
- «Rastignac»
- Attilio Sarfatti
- Armand Silvestre
- Ettore Socci
- Gaspare Ungarelli
- Pio Vanzi (che ne fu anche direttore)
- Annie Vivanti

Il corredo iconografico fu di prim'ordine. I principali pittori, disegnatori ed illustratori furono:
- Basilio Cascella e i figli Tommaso e Michele;
- Enrico Lionne;
- Aleardo Terzi.

Tra i romanzi a puntate che uscirono nel primo anno:
- L'invincibile, di Gabriele D'Annunzio, sui primi dieci numeri della rivista;
- Una giovinezza, di François Coppée, con illustrazioni di Émile Bayard;
- Zia Aurelia di André Theuriet, con illustrazioni di Émile Bayard.

L'annata 1891
Nel corso del 1891 furono pubblicate 814 pagine.
I principali pittori, disegnatori ed illustratori furono:
- Augusto Bompiani;
- Roberto Bompiani;
- Domenico Bruschi;
- Modesto Faustini;
- Enrico Lionne;
- Rubens Santoro;
- Rafael Senet;
- Cesare Tiratelli.

Nel corso dell'anno uscirono vari romanzi a puntate. Tra gli autori:
- Paul Bourget;
- Alphonse Daudet;
- Attilio Luzzatto;
- «Doctor Mysticus»;
- Felice Martini;
- André Theuriet.

L'annata 1892
Durante l'anno furono pubblicate 712 pagine.

Tra le illustrazioni, spiccano le firme di Basilio Cascella, Andrea Landini, Enrico Lionne.
L'annata 1893
Furono pubblicate 416 pagine. 

Gli autori delle copertine sono Aleardo Terzi, Alberto della Valle e altri.

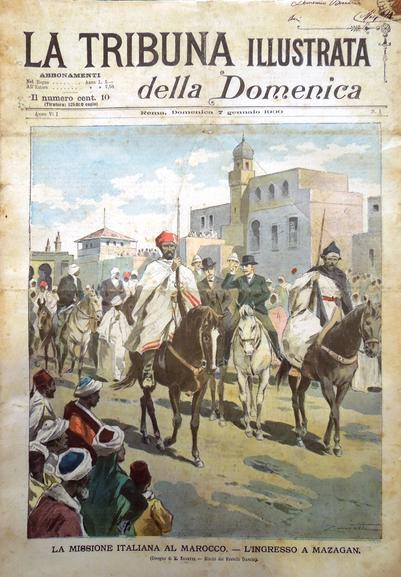
«La Tribuna illustrata della domenica», N. 1 del 7 gennaio 1900.

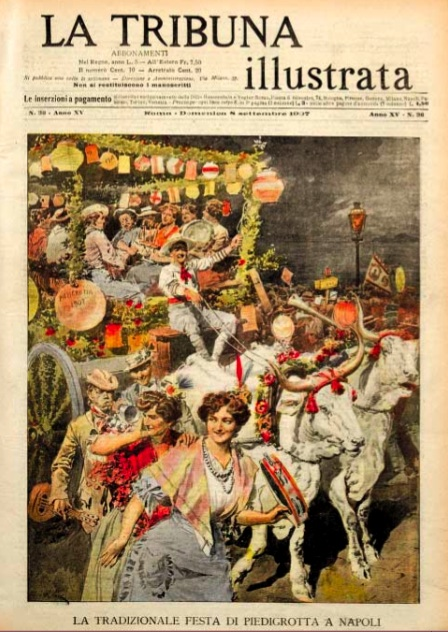
La Tribuna illustrata, 8 settembre 1907 (Nuova serie, Anno XV).

### Guerra d'Abissinia
La storia del settimanale conobbe una svolta nel 1895. In quell'anno il governo italiano avviò le operazioni militari per la conquista dell'Etiopia (Guerra d'Abissinia). L'opinione pubblica fu scossa da questo evento che catalizzò l'attenzione di tutti gli italiani.
L'editore della «Tribuna illustrata» considerò che la campagna sarebbe durata mesi. Un lungo tempo, durante il quale i soldati non avrebbero avuto notizie della madrepatria e, per converso, le famiglie non avrebbero avuto contatti con i soldati al fronte. Le dimensioni dell'operazione erano cospicue: si calcolava che i soldati inviati in Africa sarebbero stati centinaia di migliaia.
Decise quindi di coprire l'evento capillarmente. Dal dicembre 1895 la prima pagina del settimanale fu quasi sempre dedicata al conflitto. La litografia in copertina illustrava le imprese dei soldati italiani al fronte. All'interno trovavano spazio le fotografie dei soldati, i loro messaggi a casa, il ricordo dei caduti. In breve tempo la «Tribuna illustrata» divenne il primo settimanale illustrato italiano.
La formula e il successo della Tribuna illustrata convinsero il quotidiano milanese «Corriere della Sera» ad imitare l'iniziativa. Nel 1899 uscì il settimanale «La Domenica del Corriere».

### Novecento
Nella prima metà del XX secolo fu forte la rivalità con «La Domenica del Corriere». Durante la Seconda guerra mondiale le pubblicazioni furono interrotte dal luglio 1944 al marzo 1945.
Negli anni Cinquanta «La Tribuna», dopo aver conteso alla «Domenica del Corriere» il primato nel settore dei settimanali illustrati,
perde il confronto. Il concorrente veleggia sopra il milione di copie, mentre le vendite del periodico sono atterrate a 48.000. Per Via Solferino è facile fare un'offerta e acquisire il settimanale. Alfredo Pigna, vicedirettore della Domenica, viene fatto trasferire a Roma con il compito di riportare la rivista a produrre utili. Il nuovo direttore si circonda di giovani di talento: Viviano Domenici, Raffaele Fiengo, Gianfranco De Laurentiis, Giovanna Grassi, Bartolo Pieggi, Vincenzo Nani e Graziella Berandi. Risultato: dopo cinque anni le copie sono più che raddoppiate.

Nel 1966 la Domenica passa da settimanale popolare a settimanale d'attualità. Si prevede che le vendite ne possano risentire. La Tribuna intercetterà le copie in libera uscita e prenderà il suo posto nelle fasce basse di pubblico. Fortunatamente, la Domenica perde molto meno di quanto si prevedesse e tiene bene anche presso il pubblico meno colto.

L'editore decide di fare una scelta drastica, "sacrificando" la Tribuna perché non porti via copie alla Domenica. La testata è motu proprio cambiata in un anonimo T-7.

È l'inizio della fine per lo storico settimanale, che nel 1969 viene tolto dalle edicole, pochi anni dopo aver festeggiato il 75º anniversario. L'ultimo numero esce il 29 giugno di quell'anno.
La testata è ritornata, come raffinato bimestrale, nelle edicole per 3 numeri (dal gennaio al marzo 1986, sottotitolo: "Rivista di cultura e di immagine"), edita dalla milanese Struttura editoriale; direttore responsabile Prina Marianto.

## Direttori
- Vincenzo Morello («Rastignac») (gennaio-febbraio 1890)
- Eugenio Rubichi
- Luigi Dobrilla (dal 1902)
- Dal 1903 l'indicazione del direttore non compare più[5]
- Domenico Ventriglia (dal 1911)
- Pio Vanzi (tra il 1914 e il 1920)[6]
- Giuseppe de Blasio (1924-1944)[7]
- Renato Imbriano (1945-1948)
- Vittorio Metz (1948-1949)
- Giuseppe de Blasio (1949-1953)
- Carlo Barbieri (1953-1965)
- Alfredo Pigna (1965-1969)
- Gastone Caron (1969)